# Чаппал-Вадди
Чаппал-Вадди (англ. Chappal Waddi) — гора в Нигерии, самая высокая точка страны. Она расположена в штате Тараба, на границе с Камеруном, в лесном заповеднике Гашака. Чаппал-Вадди является одной из самых высоких вершин в Западной Африке.